# Джерело «Овече»
Джерело Овече — гідрологічна пам'ятка природи місцевого значення.
Розташована на території П'ятківської сільської ради Бершадського району Вінницької області. Оголошена відповідно до Рішення Вінницького облвиконкому від 29.08.1984 р. № 371.
Охороняється цінне джерело з великим дебітом води добрих смакових якостей. Джерело обсаджене дубами та соснами, служить водопоєм для худоби та мисливської фауни.